# InterPlanetary File System
InterPlanetary File System (IPFS) este un protocol de comunicații și rețea descentralizată peer-to-peer pentru stocarea și partajarea datelor, site-urilor web, aplicațiilor, printr-un sistem de fișiere distribuit. IPFS este un serviciu Web3 open-source care utilizează un mecanism de adresare a conținutului menit să identifice într-o manieră unică fiecare fișier dintr-un spațiu global care interconectează toate dispozitivele computaționale.  A fost creat de Protocol Labs în 2015 și lansat în versiune alfa în februarie 2015. Varianta stabilă,  pentru publicul larg, a fost definitivată pe 23 septembrie 2020.
IPFS își propune să înlocuiască protocoalele utilizate pentru livrarea statică a paginilor web accesibile prin HTTP, asociate cu noțiunea clasică de internet. HTTP utilizează URL (localizator uniform de resurse) pentru localizarea IP-ului unei adrese web, dar IPFS folosește URI (Identificator uniform de resurse). În plus, în timp ce o adresă web tradițională începe cu http:// sau https://, un site din rețeaua IPFS este precedat de ipfs://.
Securizarea conținutului general și arhivarea conținutului sensibil, IPFS adresează aceste aspecte prin concepte precum ”content-addressing” (îmbinarea adresei/locației cu conținutul) și ”content-signing” (semnarea/certificarea conținutului). În acest fel, atacurile de tip DDoS care îngenunchează deseori servere de pe internet devin ineficiente și inutile.

## Aplicații
Există o varietate de servicii Web3 care utilizează deja IPFS, într-o gamă largă de aplicații diferite:
- Brave este primul browser care suportă nativ navigarea pe pagini web IPFS [5], iar Opera pentru Android are suport implicit pentru IPFS, permițând utilizatorilor de smartphone să acceseze rețeaua IPFS. [6]
- Filecoin, rețeaua de stocare distribuită a Protocol Labs, se bazează pe IPFS.
- Cloudflare rulează un gateway web distribuit pentru a simplifica, accelera și securiza accesul la IPFS fără a avea nevoie de un nod local.
- Sistemul de identitate autosuveran al Microsoft, Microsoft ION, se bazează pe blockchainul Bitcoin și IPFS printr-o rețea DID bazată pe Sidetree. [7]
- Diffuse, un serviciu de muzică descentralizat, folosește IPFS pentru a găzdui fișierele audio.
- Pinata este un serviciu de găzduire NFT care folosește IPFS pentru salvarea datelor pe un nod IPFS (pinning) de rezervă. [8]
- OpenBazaar Arhivat în 21 octombrie 2020, la Wayback Machine., platformă de comerț electronic peer-to-peer bazată pe IPFS.
- Morpheus Network, serviciu de rețea pentru lanțul de aprovizionare care utilizează și IPFS.[9]